# Lars Nylin
Lars Anders Nylin, född 1 juni 1958 i Alnö församling i Västernorrlands län, är en svensk författare, journalist, copywriter och entreprenör som skriver om sport och populärkultur. 2008-2023 var Nylin chefredaktör för tidningen Musikindustrin.se.
Han började sin journalistiska bana 1980 på musiktidningen Schlager. När tidningen 1985 bytte namn till Slitz blev Nylin dess första chefredaktör. Från 1987 medarbetade Nylin i tidningen Nöjesguiden.
Lars Nylin blev 1997 artistchef på skivbolagen Warner Music Sweden med fokus på dess svenska utgivning under etiketten Metronome. 2001 lämnade Nylin Warner Music och startade skivbolaget National. Åren 2003 till 2008 var Nylin artistchef på skivbolaget Bonnier Amigo Music Group, i dag Cosmos Music Group.
Lars Nylin har medarbetat i tidningar som Offside, Dagens Nyheter, Magazine Café, Svenska Dagbladet och Aftonbladet.
Sedan 2008 är Nylin frilansjournalist och författare. Utöver att vara chefredaktör för Musikindustrin.se har han som författare gett ut böcker som Tusen Klassiker (2012), Svenska sportklassiker (2015), Zlatan hårda fakta (2016), Udda lirare (2018), Fred Åkerström. Biografin (2024).